# Dominikus Zimmermann
Pour les articles homonymes, voir Zimmermann.
Dominikus Zimmermann, né à Wessobrunn en 1685 et mort en 1766, est un architecte germanique d'expression baroque. 

## Biographie
Travaillant souvent avec le concours de son frère le peintre Johann Baptist Zimmermann, il a notamment construit l'église de pèlerinage de Steinhausen de 1728 à 1735, un des plus grands dépassements de devis de l'histoire de l'architecture (40 000 florins pour un devis initial de 9 000), mais considérée comme la plus belle église de village du monde. Il réalisa ensuite l'église de Günzburg (1736), l’hôtel de ville de Landsberg am Lech (1719) et l'église de pèlerinage de Wies (1745), classée dans la liste du patrimoine mondial de l'UNESCO.

## Quelques œuvres
- Église Saint-Jean (Landsberg)